# Saint-Laurent-du-Verdon
Saint-Laurent-du-Verdon – miejscowość i gmina we Francji, w regionie Prowansja-Alpy-Lazurowe Wybrzeże, w departamencie Alpy Górnej Prowansji.

## Demografia
Według danych na rok 1990 gminę zamieszkiwało 71 osób, a gęstość zaludnienia wynosiła 8 osób/km². w styczniu 2015 r. Saint-Laurent-du-Verdon zamieszkiwały 92 osoby, przy gęstości zaludnienia wynoszącej 10,4 osób/km².